# Corporación Biogénesis
La Corporación Biogénesis es una unidad académica e investigativa de la Universidad de Antioquia –UdeA-, fue creada por el Consejo Superior mediante el Acuerdo 203 del 1 de octubre de 2001, como una entidad de carácter virtual, esto es, conformada por personal adscrito a diferentes unidades académicas de la Universidad. Las personas adscritas aportan su tiempo y sus proyectos, sin que esto represente una desafiliación de su unidad respectiva.

## Investigación
La Corporación está conformada por 4 grupos de investigación y un Fondo Editorial, así:
- Grupo de Inmunovirología
- Grupo de Inmunodeficiencias primaria
- [Grupo Reproducción]http://reproduccion.udea.edu.co/
- Grupo CHHES (Cómo hacemos lo que hacemos en educación superior)
- Fondo Editorial Biogénesis